# Santa Maria, Rio Grande do Sul
Santa Maria là một thành phố và khu tự quản (município) ở vùng trung bộ Rio Grande do Sul, bang cực nam Brazil. Năm 2007, thành phố có dân số 263.403 người, tổng diện tích 1.823 kilômét vuông (704 dặm vuông Anh).
Thành phố có Đại học Liên bang Santa Maria và một số trường đại học và cao đẳng dân lập khác. Ngày 27 tháng 1 năm 2013, tại thành phố này xảy ra vụ cháy hộp đêm Kiss.